# BBC-jeva športna osebnost leta - nagrada za trenerja leta
BBC-jeva športna osebnost leta - nagrada za trenerja leta je nagrada, ki jo vsako leto decembra podelijo v sklopu ceremonije BBC-jeva športna osebnost leta. Nagrado se podeljuje trenerju, ki je tisto leto napravil najpomembnejši prispevek k britanskemu športu. Dobitnika odloči skupina več kot 30 športnih novinarjev. Vsak član skupine določi svoja dva dobitnika, prvi izbor prejme dve točki, drugi pa eno. Trener, ki prejme nagrado, je torej tisti z največ točkami po končanem glasovanju. V primeru delitve prvega mesta po številu točk zmagovalca določi večje število prvih izborov s strani novinarjev. Če tudi s pomočjo te metode ni zmagovalca in je dva ali več trenerjev še vedno izenačenih, se nagrado razdeli.
Prvi dobitnik nagrade je leta 1999 postal nogometni trener Alex Ferguson. Edini trener, ki je doslej nagrado osvojil več kot enkrat, je še en nogometni trener - Arsène Wenger. Wenger je nagrado osvojil dvakrat - v letih 2002 in 2004. Doslej je petkrat nagrado prejel nogometni trener, vsi ostali športi imajo le po enega dobitnika. Nagrado so doslej osvojili štirje Britanci, pet od ostalih šestih dobitnikov je bilo Evropejcev. Edini neevropski dobitnik je bil Avstralec Daniel Anderson, ki je bil tudi v času podelitve v svoji rodni Avstraliji, zato je v njegovem imenu nagrado dvignil Paul Sculthorpe, kapetan rugby league kluba St Helens, ki ga Anderson vodi. Leta 2007 je boksarski trener Enzo Calzaghe postal prvi dobitnik, ki je treniral posameznika in ne kolektiv. Nazadnje je nagrado dobil Colin Montgomerie, ki je evropsko selekcijo popeljal do zmage na Ryderjevem pokalu 2010.

## Dobitniki
| Leto | Narodnost   | Dobitnik            | Šport        | Trener                   | Utemeljitev |        |
| ---- | ----------- | ------------------- | ------------ | ------------------------ | --- | ------ |
| 1999 | Škotska     | Alex Ferguson       | nogomet      | Manchester United        | ker je povedel Manchester United do tega, da so postali »prva ekipa, ki je osvojila zgodovinski nogometni trojček: Premier League, FA Cup in Nogometna Liga prvakov.« | [ 4 ]  |
| 2000 | Nemčija     | Jürgen Gröbler      | veslanje     | olimpijska reprezentanca | ker je povedel »Steva Redgrava, Matthewa Pinsenta, Tima Fosterja in Jamesa Cracknella do zlate olimpijske medalje v četvercu brez krmarja.«                           | [ 6 ]  |
| 2001 | Švedska     | Sven-Göran Eriksson | nogomet      | Anglija                  | ker je vodil angleško nogometno reprezentanco skozi kvalifikacije za Svetovno prvenstvo v nogometu 2002 in pri tem porazil Nemčijo s 5-1.                             | [ 8 ]  |
| 2002 | Francija    | Arsène Wenger       | nogomet      | Arsenal                  | ker je povedel Arsenal do domačega dvojčka (Premiership in FA Cup).                                                                                                   | [ 10 ] |
| 2003 | Anglija     | Clive Woodward      | ragbi        | Anglija                  | ker je povedel »svojo ekipo do slavnega naslova svetovnih prvakov v Avstraliji.«                                                                                      | [ 12 ] |
| 2004 | Francija    | Arsène Wenger       | nogomet      | Arsenal                  | ker je povedel Arsenal do »tretjega domačega naslova ... in je pri tem njegova ekipa ostala neporažena.«                                                              | [ 14 ] |
| 2005 | Portugalska | José Mourinho       | nogomet      | Chelsea                  | ker je povedel »Chelsea do prvega naslova v 50 letih že v svoji prvi sezoni pri Chelseaju.«                                                                           | [ 16 ] |
| 2006 | Avstralija  | Daniel Anderson     | rugby league | St Helens RLFC           | »ker je povedel svojo ekipo do naslovov v Challenge Cupu, Super League XI in velikem finalu.«                                                                         | [ 18 ] |
| 2007 | Italija     | Enzo Calzaghe       | boks         | Joe Calzaghe             | ker je vodil Joeja Calzagheja, ki je v 44 dvobojih nanizal 44 zmag in ki je 10 let držal naslov svetovnega prvaka po verziji WBO.                                     | [ 20 ] |
| 2008 | Wales       | David Brailsford    | kolesarstvo  | Olimpijska reprezentanca | ker je povedel britansko kolesarsko reprezentanco do »skupaj 14 kolajn na Poletnih olimpijskih igrah 2008, od tega osmih zlatih.«                                     | [ 22 ] |
| 2009 | Italija     | Fabio Capello       | nogomet      | Anglija                  | ker je povedel »angleško reprezentanco na Svetovno prvenstvo v nogometu 2010 in pri tem dobil impresivnih 9 od 10 tekem.«                                             |        |
| 2010 | Škotska     | Colin Montgomerie   | golf         | Evropska selekcija       | ker je evropsko selekcijo popeljal do zmage na Ryderjevem pokalu 2010.                                                                                                | [ 24 ] |

## Zastopanost po narodih
| Narod       | Število dobitnikov |
| ----------- | ------------------ |
| Francija    | 2                  |
| Italija     | 2                  |
| Škotska     | 2                  |
| Avstralija  | 1                  |
| Anglija     | 1                  |
| Nemčija     | 1                  |
| Portugalska | 1                  |
| Švedska     | 1                  |
| Wales       | 1                  |

## Zastopanost po športih
| Šport        | Število dobitnikov |
| ------------ | ------------------ |
| nogomet      | 6                  |
| boks         | 1                  |
| golf         | 1                  |
| kolesarstvo  | 1                  |
| ragbi        | 1                  |
| rugby league | 1                  |
| veslanje     | 1                  |